# La Durande
La Durande est un sommet d'origine volcanique culminant à 1 299 m d'altitude dans le département français de la Haute-Loire.

## Toponymie
Le nom de la montagne est attesté sous les formes suivantes : Guyrandelas en 1465, roc de Guyrandas en 1470, Guirandes en 1550, Dirandes en 1560 et Durande en 1693. Elle tient probablement son nom d'une ancienne localité se trouvant à ses pieds sur un ruisseau. 

## Géographie

### Situation
La Durande est située dans le massif du Devès, au sein du Massif central. Le panorama à 360° embrasse une grande partie du Massif central. Les Alpes, dont le mont Blanc, sont aussi visibles par temps dégagé.

### Géologie
Il s'agit d'un cône basaltique où la présence de chaux phosphatée est avérée,.

## Histoire
Ancienne frontière entre les Vellaves et les Arvernes, le sommet était autrefois couvert de landes pâturées, reboisées au milieu du XIXe siècle,.

## Activités

### Sports
Le sentier de grande randonnée 40 traverse la montagne. Par ailleurs, un foyer de ski de fond, établi en 1993, permet la pratique de ce sport.

### Protection environnementale
Le sommet est inscrit dans la ZNIEFF de type 1 « Devès ».

## Dans la culture
Lorsqu'un homme se montre plus prétentieux que méritant, on dit qu'il « ne nivelera pas la Durande », ou en patois, Ne planaras pas la Diuranda.